# Lhendup Dorji (futebolista)
Lhendup Dorji (5 de dezembro de 1994) é um futebolista butanês que atua como meia. Atualmente joga pelo Drukstars.

## Carreira internacional
Lhendup jogou sua primeira partida pela seleção nacional contra o Sri Lanka, em 12 de março de 2015, pela primeira fase das eliminatórias para a Copa do Mundo FIFA de 2018.